# Ruhamolyfélék

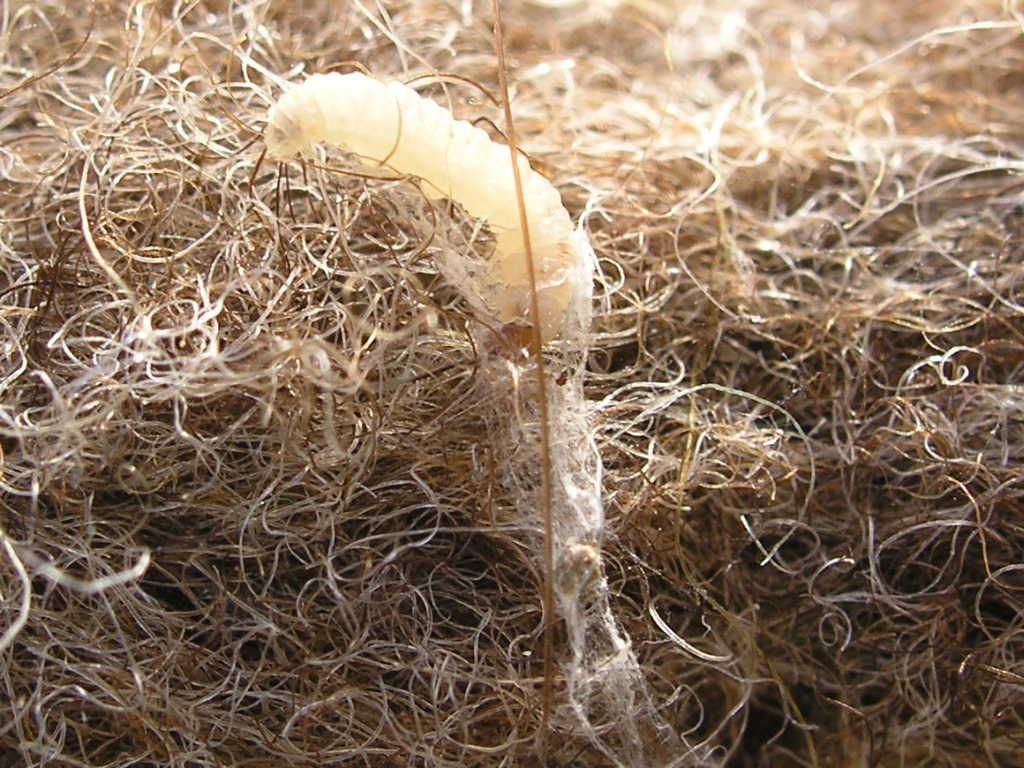
Ruhamoly (Tineola bisselliella?) hernyója

A ruhamolyfélék, ruhamolyok vagy valódi molyok (Tineidae) a valódi lepkék alrendjébe tartozó Heteroneura alrendág Tineoidea öregcsaládjának névadó családja. A hagyományos felosztás szerint – amint erre nevük is utal – a molylepkék (Microlepidoptera) közé tartoznak.

## Elterjedésük
A több ezer fajt számláló család képviselői az egész Földön megtalálhatók; Európában 2001-ben 222 fajukat ismerték – ebből hazánkban 54-et, Somogy megyében 25-öt. 2011-re Magyarországon 56 fajukat mutatták ki (Pastorális, 2011).

## Megjelenésük
Kis termetű lepkék. Megnyúlt, keskeny, sokszor kihegyesedő, gyakran szép, élénk színű szárnyuk szegélyén hosszú szőrök nőnek; minél keskenyebb a szárny, annál hosszabbak a szőrök. Fejüket hosszú, sűrű szőrzet borítja, testüket szőrök és pikkelyek (Brehm). Pödörnyelvük egészen rövid, vagy teljesen visszafejlődött.

## Életmódjuk
Az egyes fajok hernyói rendkívül eltérő életet élnek: vannak köztük korhadéklakók, mások fák beteg részeiben, zuzmókban, gombákban, szőrmékben, tollakban, szárított növényi anyagokban élnek, és ezért több igen komoly háztáji és raktári kártevő akad közöttük. A lepkék éjszaka repülnek, és a mesterséges fény erősen vonzza őket (Mészáros, 2005). Számos faj imágója nem táplálkozik.

## Rendszertani felosztásuk
A családot tizenhat alcsaládra és további mintegy 170, alcsaládba be nem sorolt nemre bontják.
1. Dryadaulinae alcsalád 2 nemmel:
- Brachydoxa
- Dryadaula

Magyarországi fajai nincsenek.
2. Erechthiinae Meyrick, 1880 alcsalád 12 nemmel:
- Aeolarchis
- Anastathma
- Callicerastis
- Comodica
- Erechthias
- Mecomodica
- Petula
- Phthinocola
- Pisistrata
- Pontodryas
- Thuriostoma
- Zanclopseustis

Magyarországi fajai nincsenek.
3. Euplocaminae Börner, 1938 alcsalád 2 nemmel:
- Euplocamus
- Psecadioides

Magyarországon 1 fajuk él.
4. Hapsiferinae alcsalád 33 nemmel:
- Acureuta
- Agorarcha
- Briaraula
- Callocosmeta
- Chrysocrata
- Cimitra
- Colobocrossa
- Cubitofusa
- Cyathaula
- Cynomastix
- Dasyses
- Eunorfolkia
- Euplocera
- Hapsifera
- Hapsiferona
- Harpeptila
- Macrosaristis
- Manchana
- Mastigostoma
- Norfolkia
- Oscella
- Paraptica
- Parochmastis
- Phyciodyta
- Pitharcha
- Pseudohapsifera
- Ptochoglyptis
- Rhinophyllis
- Scalidomia
- Tiquadra
- Trachycentra
- Ventia
- Zygosignata

Magyarországi fajai nincsenek.
5. Harmacloninae alcsalád 2 nemmel:
- Harmaclona
- Micrerethista

Magyarországi fajai nincsenek.
6. Hieroxestinae Meyrick, 1893 alcsalád 11 nemmel:
- Amphixystis
- Archemitra
- Asymplecta
- Kermania
- Mitrogona
- Oinophila
- Opogona
- Phaeoses
- Phruriastis
- Syncrobyla
- Wegneria

Magyarországon 2 fajuk él.
7. Zuzmómolyformák (Meessiinae) Capuşe, 1966 alcsalád 37 nemmel:
- Afrocelestis
- Agnathosia
- Agoraula
- Augolychna
- Bathroxena
- Clinograptis
- Diachorisia
- Doleromorpha
- Emblematodes
- Epactris
- Eudarcia
- Galachrysis
- Homosetia
- Homostinea
- Hybroma
- Infurcitinea
- Ischnoscia
- Isocorypha
- Leucomele
- Lichenotinea
- Maculisclerotica
- Matratinea
- Mea
- Meneessia
- Montetinea
- Nannotinea
- Novotinea
- Oenoe
- Omichlospora
- Oxylychna
- Pompostolella
- Stenoptinea
- Tenaga
- Tineiforma
- Trissochyta
- Unilepidotricha
- Xeringinia

Magyarországon 2 fajuk él.
8. Myrmecozelinae Capuşe, 1968 alcsalád 42 nemmel:
- Analytarcha
- Anemallota
- Aphimallota
- Cephitinea
- Cinnerethica
- Coryptilum
- Epicnaptis
- Euagophleps
- Exoplisis
- Gaphara
- Gerontha
- Hyperarctis
- Hypophrictis
- Hypophrictoides
- Ippa
- Ischnuridia
- Janseana
- Latypica
- Liopycnas
- Machaeropteris
- Mesopherna
- Metapherna
- Mimoscopa
- Moerarchis
- Myrmecozela
- Nyctocyrmata
- Pachyarthra
- Pachypsaltis
- Pararhodobates
- Phaulogenes
- Phthoropoea
- Platysceptra
- Propachyarthra
- Prosplocamis
- Rhodobates
- Sarocrania
- Scalmatica
- Syncalipsis
- Timaea
- Tracheloteina

Magyarországon 2 fajuk él.
9. Raktári molyformák alcsaládja (Nemapogoninae Hinton, 1955) 13 nemmel:
- Archinemapogon
- Cephimallota
- Dinica
- Emmochlista
- Gaedikeia
- Haplotinea
- Hyladaula
- Nemapogon
- Nemaxera
- Neurothaumasia
- Peritrana
- Triaxomasia
- Triaxomera
- Vanna

Magyarországon 10 fajuk él.
10. Perissomasticinae alcsalád 9 nemmel:
- Cylicobathra
- Ectabola
- Edosa
- Episcardia
- Hyperbola
- Neoepiscardia
- Perissomastix
- Phalloscardia
- Theatrochora

Magyarországi fajai nincsenek.
11. Óriásmolyformák (Scardiinae) Eyer, 1924) alcsaládja 29 nemmel:
- Afroscardia
- Amorophaga
- Bythocrates
- Cnismorectis
- Coniastis
- Cranaodes
- Daviscardia
- Diataga
- Dorata
- Echyrota
- Gentingia
- Hormantris
- Leptozancla
- Miniscardia
- Montescardia
- Morophaga
- Morophagoides
- Moscardia
- Necroscardia
- Pectiniscardia
- Perilicmetis
- Philagrias
- Scardia
- Scardiella
- Sematoplusia
- Semeoloncha
- Tinissa
- Trigonarchis
- Vespitinea

Magyarországon 2 fajuk él.
12. Setomorphinae alcsalád 2 nemmel:
- Prosetomorpha
- Setomorpha

Magyarországi fajai nincsenek.
13. Siloscinae Gozmány, 1968 alcsalád 3 nemmel:
- Autochthonus
- Organodesma
- Silosca

Magyarországi fajai nincsenek.
14. Stathmopolitinae alcsalád 1 nemmel:
- Stathmopolitis

Magyarországi fajai nincsenek.
15. Teichobiinae Heinemann, 1870 alcsalád 3 nemmel:
- Dinochora
- Ectropoceros
- Psychoides

Magyarországon 1 fajuk él.
16. ruhamolyformák alcsaládja (Tineinae Latreille, 1810) 42 nemmel::
- Acridotarsa
- Anomalotinea
- Asymphyla
- Ateliotum
- Ceratobia
- Ceratophaga
- Ceratosticha
- Ceratuncus
- Craniosara
- Crypsithyris
- Crypsithyrodes
- Eccritothrix
- Elatobia
- Enargocrasis
- Eremicola
- Falsivalva
- Graphicoptila
- Hippiochaetes
- Kangerosithyris
- Lipomerinx
- Metatinea
- Miramonopis
- Monopis
- Nearolyma
- Niditinea
- Ocnophilella
- Phereoeca
- Praeacedes
- Pringleophaga
- Proterodesma
- Proterospastis
- Reisserita
- Stemagoris
- Tetrapalpus
- Thomintarra
- Tinea
- Tinemelitta
- Tineola
- Tineovertex
- Trichophaga
- Tryptodema
- Wyoma
- Xerantica

Magyarországon 13 fajuk él.
17. Alcsaládba nem sorolt nemek:
- Acanthocheira
- Acritotilpha
- Afghanotinea
- Amathyntis
- Ancystrocheira
- Antigambra
- Antipolistes
- Antitinea
- Apoecis
- Apreta
- Architinea
- Archyala
- Argyrocorys
- Astrogenes
- Axiagasta
- Barymochtha
- Basanasca
- Bascantis
- Brithyceros
- Catalectis
- Catapsilothrix
- Cataxipha
- Catazetema
- Cervaria
- Chionoreas
- Clepticodes
- Colpocrita
- Compsocrita
- Contralissa
- Cosmeombra
- Criticonoma
- Cryphiotechna
- Crypsitricha
- Cubotinea
- Cycloponympha
- Dasmophora
- Dicanica
- Dolerothera
- Drimylastis
- Drosica
- Dyotopasta
- †Dysmasiites
- Ecpeptamena
- †Electromeessia
- Ellochotis
- Endeixis
- Endophthora
- Endromarmata
- Ephedroxena
- Episyrta
- Eretmobela
- Eriozancla
- Erysimaga
- Eschatotypa
- Eucrotala
- Eugennaea
- Euprora
- Exonomasis
- Glaucostolella
- †Glessoscardia
- Gourbia
- Graphidivalva
- Habrophila
- Hapalothyma
- Harmotona
- Hecatompeda
- Heterostasis
- Hilaroptera
- Histiovalva
- Homalopsycha
- Homodoxus
- Hoplocentra
- Hyalaula
- Hypoplesia
- Kariosa
- Leptonoma
- Lepyrotica
- Leucophasma
- Lithopsaestis
- Lysiphragma
- Lysitona
- Marmaroxena
- †Martynea
- Melodryas
- Merunympha
- Miarotagmata
- Minicorona
- Monachoptilas
- †Monopibaltia
- Mythoplastis
- Nesophylacella
- Nonischnoscia
- Nothogenes
- Ochetoxena
- Ogmocoma
- Otochares
- Oxymachaeris
- Pachydyta
- †Palaeoinfurcitinea]
- †Palaeoscardiites
- †Palaeotinea
- Panthytarcha
- †Paratriaxomasia
- Pedaliotis
- Pelecystola
- Peristactis
- Petasactis
- Pezetaera
- Philagraulella
- Phryganeopsis
- Plaesiostola
- Plemyristis
- Polypsecta
- Probatostola
- Proboloptila
- Prophalonia
- †Proscardiites
- Protagophleps
- Protaphreutis
- Prothinodes
- †Pseudocephitinea
- Pseudurgis
- Randominta
- Ranohira
- Rungsiodes
- Sagephora
- †Scardiites
- Sciomystis
- Setiarcha
- †Simulotinea
- Spatularia
- Sphecioses
- †Stryphnodes
- Syncraternis
- Syngeneta
- Syrmologa
- Taeniodictys
- Tephrosara
- Tetanostola
- Thallostoma
- Thisizima
- Thomictis
- Thyrsochares
- †Tillyardinea
- Tineitella
- Tineolamima
- †Tineosemopsis
- Tomara
- Trachypsamma
- Trachyrrhopala
- Trachytyla
- Transmixta
- Trichearias
- Trierostola
- Trithamnora
- Xylesthia
- Xyloscopa
- Xystrologa
- Zonochares
- Zymologa

### Magyarországi fajaik
3. Euplocaminae alcsalád:
- korhadékmoly (Euplocamus Latreille, 1809)
  - fésűs csápú korhadékmoly (Euplocamus anthracinalis Scopoli, 1763) – általánosan elterjedt (Fazekas, 2001; Buschmann, 2003; Pastorális, 2011; Pastorális & Szeőke, 2011)

6. Hieroxestinae alcsalád:
- Opogona (Zeller, 1853)
  - banánmoly (Opogona sacchari Bojer, 1856) - szórványos (Pastorális, 2011)
- Oinophila Stephens, 1848
  - dugómoly (Oinophila v-flava Haworth, 1828) - szórványos (Pastorális, 2011)

7. zuzmómolyformák alcsaládja (Meessiinae):
- Eudarcia (Clemens, 1880)
  - fali zuzmómoly (Eudarcia pagenstecherella (Hb., 1825) – (Pastorális, 2011)
- Infurcitinea ( Spuler, 1910)
  - fehér fejű zuzmómoly (Infurcitinea albicomella Stainton, 1851) – általánosan elterjedt (Fazekas, 2001; Pastorális, 2011; Pastorális & Szeőke, 2011)
  - ezüstös zuzmómoly (Infurcitinea argentimaculella roesslerella, 1849) – szórványos (Pastorális, 2011)
  - magyar zuzmómoly (Infurcitinea finalis Gozmány, 1959) – többhelyütt előfordul (Fazekas, 2001; Pastorális, 2011; Pastorális & Szeőke, 2011)
  - szürke zuzmómoly (Infurcitinea roesslerella Heyden, 1865) – szórványos (Pastorális, 2011)
- fészekmoly (Matratinea Sziráki, 1990)
  - magyar fészekmoly (Matratinea rufulicaput Sziráki & Szőcs, 1990) – szórványos (Pastorális, 2011)
- Stenoptinea Dietz, 1905
  - tűszárnyú zuzmómoly (Stenoptinea cyaneimarmorella Millière, 1854) – nem gyakori (Fazekas, 2001; Pastorális, 2011; Pastorális & Szeőke, 2011)

8. Myrmecozelinae alcsalád:
- Myrmecozela (Zeller, 1852)
  - hangyabolymoly (Myrmecozela ochraceella Tengström, 1848) – szórványos (Pastorális, 2011)

9. raktári molyformák alcsaládja (Nemapogoninae):
- Archinemapogon (Zagulajev, 1962
  - korhadéklakó gombamoly (Archinemapogon yildizae Koçak, 1981) – többhelyütt előfordul (Fazekas, 2001; Pastorális, 2011)
- Cephimallota (egyes rendszertanokban[2] a Myrmecozelinae alcsaládba sorolják)
  - rozsdás hulladékmoly Cephimallota angusticostella Zeller, 1839) – általánosan elterjedt (Fazekas, 2001; Pastorális, 2011)
- Haplotinea
  - Haplotinea insellecta? insectella? (Fabricius, 1794) – hazai előfordulása kétséges – (?)
- raktári moly (Nemapogon Schrank, 1802)
  - ékes gombamoly (''Nemapogon clematella Fabricius, 1781 – többhelyütt előfordul (Fazekas, 2001; Pastorális, 2011)
  - raktári gombamoly (Nemapogon cloacellus, Nemapogon cloacella Haworth, 1828) – általánosan elterjedt (Fazekas, 2001; Buschmann, 2003; Pastorális, 2011)
  - északi gombamoly (Nemapogon falstriella Bang-Haas, 1881 – többhelyütt előfordul (Pastorális, 2011)
  - erdei gombamoly (Nemapogon fungivorella Benander – szórványos (Pastorális, 2011)
  - raktári gabonamoly (Nemapogon granellus, Nemapogon granella L., 1758) – általánosan elterjedt (Buschmann, 2003; Pastorális, 2011)
  - kövér gombamoly (Nemapogon gravosaellus G. Petersen, 1957  – többhelyütt előfordul (Pastorális, 2011)
  - magyar gombamoly (Nemapogon hungaricus Gozmány, 1960) – többhelyütt előfordul (Pastorális, 2011)
  - hegyi gombamoly (Nemapogon inconditella Lucas, 1956) – szórványos (Pastorális, 2011)
  - Nemapogon inconditella (Lucas, 1956) = N. heydeni (G. Petersen, 1957) – hazai előfordulása nem valószínű; a közölt adatok tévesek – (Buschmann, 2003)
  - bükkfa-gombamoly (Nemapogon nigralbella (Zeller, 1839 – többhelyütt előfordul (Pastorális, 2011)
  - nagy gombamoly (Nemapogon picarella Clerck, 1759) – többhelyütt előfordul (Pastorális, 2011)
  - fehérfejű gombamoly (Nemapogon variatella, Nemapogon variegata Clemens, 1859) – többhelyütt előfordul (Fazekas, 2001; Pastorális, 2011)
  - fehérpettyes gombamoly (Nemapogon wolffiella Karsholt & Nielsen, 1976  – szórványos (Pastorális, 2011)
- Nemaxera Zagulajev, 1964
  - homályos gombamoly (Nemaxera betulinella (Fabricius, 1787) – többhelyütt előfordul (Pastorális, 2011)
- Neurothaumasia Le Marchand, 1934
  - magyarmoly (Neurothaumasia ankerella Mann, 1867) – általánosan elterjedt (Fazekas, 2001; Buschmann, 2003; Pastorális, 2011)
- Reisserita Agenjo, 1952
  - barna hulladékmoly (Reisserita relicinella (Herrich-Schäffer, 1853) – többhelyütt előfordul (Fazekas, 2001; Pastorális, 2011)
- Triaxomera Zagulajev, 1964
- kis gombamoly (Triaxomera caprimulgella Stainton, 1851) – szórványos (Pastorális, 2011)
  - Triaxomera parasitella (Hb., 1796) – (Fazekas, 2001)

11. óriásmolyformák alcsaládja (Scardiinae):
- Montescardia Amsel, 1952
  - havasi óriásmoly (Montescardia tessulatellus Zeller, 1846) – általánosan elterjedt (Pastorális, 2011; Pastorális & Szeőke, 2011)
- Morophaga
  - közönséges óriásmoly (Morophaga choragella Denis & Schiffermüller, 1775) – általánosan elterjedt (Fazekas, 2001; Buschmann, 2003; Pastorális, 2011; Pastorális & Szeőke, 2011)
  - mediterrán óriásmoly (Morophaga morella Duponchel, 1838) – szórványos (Pastorális, 2011)
- Scardia
  - korhadéklakó óriásmoly (Scardia boletella Fabricius, 1794) – többhelyütt előfordul (Fazekas, 2001; Pastorális, 2011;)

15. Teichobiinae alcsalád:
- Psychoides (Bruand, 1853)
  - zuzmóevő moly (Psychoides verhuella Bruand, 1853) – többhelyütt előfordul (Pastorális, 2011)

16. ruhamolyformák alcsaládja (Tineinae):
- Ateliotum (Zeller, 1839) – egyes rendszertanok[3] a Myrmecozelinae alcsaládba sorolják
  - díszes hulladékmoly (Ateliotum hungaricellum Zeller, 1839) – általánosan elterjedt (Buschmann, 2003; Pastorális, 2011)
- Elatobia (Herrich-Schäffer, 1853)
  - fenyves-korhadékmoly (Elatobia fuliginosella (Lienig & Zeller, 1846) – szórványos (Pastorális, 2011)
- Haplotinea (Diakonoff & Hinton, 1956)
  - avarlakó hulladékmoly (Haplotinea ditella Pierce & Metcalfe, 1938) – többhelyütt előfordul (Pastorális, 2011)
  - kitinmoly (Haplotinea insectella Fabricius, 1794) – általánosan elterjedt (Pastorális, 2011)
- Monopis (Hb., 1825)
  - sárgás ablakosmoly (Monopis crocicapitella Clemens, 1859) – többhelyütt előfordul (Pastorális, 2011; Pastorális & Szeőke, 2011)
  - korhadéklakó ablakosmoly (Monopis fenestratella Heyden, 1863) – általánosan elterjedt (Fazekas, 2001; Buschmann, 2003; Pastorális, 2011)
  - szarurágó ablakosmoly (Monopis imella Hb., 1813) – általánosan elterjedt (Fazekas, 2001; Buschmann, 2003; Pastorális, 2011; Pastorális & Szeőke, 2011)
  - hulladékmoly (Monopis laevigella Denis & Schiffermüller, 1775) – általánosan elterjedt (Fazekas, 2001; Buschmann, 2003; Pastorális, 2011; Pastorális & Szeőke, 2011)
  - apácamoly (Monopis monachella Hb., 1796) – általánosan elterjedt (Fazekas, 2001; Buschmann, 2003; Pastorális, 2011; Pastorális & Szeőke, 2011)
  - közönséges ablakosmoly (Monopis obviella Denis & Schiffermüller, 1775) – általánosan elterjedt (Fazekas, 2001; Buschmann, 2003; Pastorális, 2011; Pastorális & Szeőke, 2011)
  - foltos hulladékmoly (Monopis weaverella Scott, 1858)) – többhelyütt előfordul (Pastorális, 2011; Pastorális & Szeőke, 2011)
- Niditinea
  - pettyes fészekmoly (Niditinea fuscella L., 1758) – általánosan elterjedt (Buschmann, 2003; Pastorális, 2011)
  - szarumoly (Niditinea striolella Matsumura, 1931) – szórványos (Pastorális, 2011)
- Reisserita
  - Reisserita rilicinella (Zeller, 1939) – (Pastorális, 2011)
- Stenoptinea
  - Stenoptinea cyaneimarmorella (Millére, 1854) – (Pastorális, 2011)
- Tinea (L., 1758)
  - sárga fészekmoly (Tinea columbariella Wocke, 1877) – többhelyütt előfordul (Pastorális, 2011)
  - gyapjúmoly (Tinea dubiella Stainton, 1859) – szórványos (Pastorális, 2011)
  - keleti ablakosmoly (Tinea omichlopis Meyrick, 1928) – szórványos (Pastorális, 2011)
  - nagy szarumoly (Tinea pallescentella Stainton, 1851) – szórványos (Pastorális, 2011)
  - szűcsmoly (Tinea pellionella L., 1758) – általánosan elterjedt (Fazekas, 2001; Buschmann, 2003; Pastorális, 2011)
  - fényes hulladékmoly (Tinea semifulvella Haworth, 1828) – általánosan elterjedt (Fazekas, 2001; Buschmann, 2003; Pastorális, 2011)
  - Steuer hulladékmolya (Tinea steueri G. Petersen, 1966) – szórványos (Pastorális, 2011)
  - homályos ablakosmoly (Tinea translucens Meyrick, 1917) – szórványos (Pastorális, 2011)
  - hárompettyes fészekmoly (Tinea trinotella Thunberg, 1794) – általánosan elterjedt (Fazekas, 2001; Buschmann, 2003; Pastorális, 2011)
- Tineola (Herrich-Schäffer, 1853)
  - ruhamoly (Tineola biselliella Hummel, 1823); – általánosan elterjedt (Fazekas, 2001; Buschmann, 2003; Pastorális, 2011)
- Trichophaga (Ragonot, 1894)
  - takácsmoly (Trichophaga tapetzella L., 1758) – általánosan elterjedt (Fazekas, 2001; Buschmann, 2003; Pastorális, 2011)

## Névváltozatok
- Ruhamolyok[4]
- Ruhamoly-félék'[5]
- Valódi molyok

## A taxon az irodalomban
- A fésűscsápú korhadékmoly egy nőstény példánya érintőlegesen említve szerepel Kőhalmi Zoltán magyar humorista első, A férfi, aki megølt egy férfit, aki megølt egy férfit című regényében (a harmadik rész 8. fejezetében), mint a Lotte és Kristoffer című, fiktív gyerekkönyvsorozat egyik címszereplője.